# Estació de Bilbao-Abando
Bilbao-Abando és una estació de ferrocarrils del centre de Bilbao. Tot i que oficialment se li ha canviat el nom per Estació d'Abando Indalecio Prieto, Renfe continua fent servir el de Bilbao-Abando. També és coneguda com a Estación del Norte. Está situada al centre de Bilbao, al barri d'Abando, a la plaça Circular (antiga Plaça d'Espanya), a l'encreuament de la Gran Via i el carrer Hurtado de Amézaga. Hi ha un centre comercial i de lleure (Vialia) i disposa d'un accés directe a l'estació del mateix nom del Metro de Bilbao. És l'estació principal i dels serveis de Rodalies Bilbao i llarga distància. Aquesta estació s'emmarca dins del projecte de la Y basca, projecte que pretén unir les tres capitals basques amb el tren d'alta velocitat.

## Línia
- Línia 700 (Bilbao - Casetas)

## Nom de l'estació
El nom actual, decidit pel Ministeri de Foment, és el resultat de la unió de l'antic nom de l'estació, al barri d'Abando, i d'un important veí de la ciutat, Indalecio Prieto, que va ser ministre d'Obres Públiques a la Segona República Espanyola i va promoure el desenvolupament de les infraestructures ferroviàries.

## Serveis ferroviaris

### Renfe rodalies
Tres de las lineas del nucli de Rodalies Bilbao, en euskera Aldirikoak Renfe, tenen com a origen i final aquesta estació.
| Origen/Destí    | <               | Línia | >              | Origen/Destí   |
| --------------- | --------------- | ----- | -------------- | -------------- |
| Santurtzi       | Zabalburu       | C1    | Inici de línia | Inici de línia |
| Muskiz          | Zabalburu       | C2    | Inici de línia | Inici de línia |
| Inicio de línia | Inicio de línia | C3    | Miribilla      | Orduña         |

### Llarga Distància
Tots els trens tenen el seu origen a aquesta estació que és terminal i hi arriben com a destinació final des de les diferents ciutats amb les que connecta.
- Alvia: Madrid-Chamartín (vía L.A.V. Madrid-Valladolid) S-130
- Alvia: Barcelona-Sants (vía L.A.V. Zaragoza-Barcelona) S-120
- Arco
  - Camino de Santiago: > Vigo
- Diurno:
  - > Salamanca
- Estrella
  - Picasso: > Màlaga-María Zambrano

### Sortides
| Tren                    | Hora de sortida | Destinació            | Parades intermèdies | Dies de circulació                                                                |
| ----------------------- | --------------- | --------------------- | --- | --------------------------------------------------------------------------------- |
| Alvia serie120          | 7.00            | Barcelona-Sants       | Miranda de Ebro · Logroño · Zaragoza-Delicias · Lleida Pirineus · Camp de Tarragona | Diari                                                                             |
| Alvia serie130          | 08:55           | Madrid-Chamartín      | Miranda de Ebro · Burgos Rosa de Lima · Valladolid-Campo Grande · Segòvia-Guiomar | Diari                                                                             |
| Arco Camino de Santiago | 9:15            | Vigo                  | Llodio · Miranda de Ebro ·Burgos Rosa de Lima · Palencia · Sahagún · Lleó · Astorga · Bembimbre · Ponferrada · O Barco de Valdeorras · A Rúa-Petín · Monforte de Lemos · Ourense-Empalme · Guillarrei · Redondela de Galicia | Diari                                                                             |
| Diurno Iberia           | 14:00           | Salamanca             | Laudio · Izarra · Miranda de Ebro · Briviesca · Burgos · Venta de Baños · Valladolid-Campo Grande · Medina del Campo · Cantalapiedra                                                                                         | Diari                                                                             |
| Alvia serie120          | 15:30           | Barcelona-Sants       | Miranda de Ebro · Logroño · Zaragoza-Delicias ·Lleida Pirineus · Camp de Tarragona | Diari                                                                             |
| Alvia serie130          | 17:10           | Madrid-Chamartín      | Miranda de Ebro · Burgos Rosa de Lima · Valladolid-Campo Grande · Segòvia-Guiomar | Diari excepte vigílies de festiu                                                  |
| Estrella Picasso        | 21:15           | Màlaga María Zambrano | Miranda de Ebro · Burgos Rosa de Lima · Valladolid-Campo Grande · Medina del Campo · Ávila · Manzanares · Valdepeñas · Linares-Baeza · Córdoba-Central · Puente Genil · Bobadilla                                            | Desembre : 3 - 17 - 23 - 30 // 5 Gener 2011 // Abril(2011) :15 - 18 -20 - 22 - 29 |

### Arribades
| Tren                    | Hora d'arrivada | Procedència           | Parades intermèdies | Dies de circulació                                                           |
| ----------------------- | --------------- | --------------------- | --- | ---------------------------------------------------------------------------- |
| Estrella Picasso        | 12:14           | Màlaga María Zambrano | Bobadilla · Puente Genil · Córdoba-Central · Linares-Baeza · Valdepeñas · Manzanares · Avila · Medina del Campo · Valladolid-Campo Grande · Burgos Rosa de Lima · Miranda de Ebro                                           | Desembre : 19 - 26 // Gener 2011 : 2 - 9 // Abril (2011) : 17 - 19 - 21 - 25 |
| Alvia serie 130         | 12:55           | Madrid-Chamartín      | Segòvia-Guiomar · Valladolid-Campo Grande · Burgos Rosa de Lima · Miranda de Ebro | Diari excepte festius                                                        |
| Alvia serie 120         | 13:48           | Barcelona-Sants       | Camp de Tarragona · Lleida Pirineus · Zaragoza-Delicias · Logroño · Miranda de Ebro | Diari                                                                        |
| Diurno Iberia           | 16:32           | Salamanca             | Cantalapiedra · Medina del Campo · Valladolid-Campo Grande · Venta de Baños · Burgos Rosa de Lima · Briviesca · Miranda de Ebro · Izarra · Laudio                                                                           | Diari                                                                        |
| Arco Camino de Santiago | 20:00           | Vigo                  | Redondela de Galicia · Guillarrei · Ourense-Empalme · Monforte de Lemos · A Rúa-Petín · O Barco de Valdeorras · Ponferrada · Bembimbre ·Astorga · Lleó ·Sahagún · Palencia · Burgos Rosa de Lima · Miranda de Ebro · Llodio | Diari                                                                        |
| Alvia serie 130         | 21:11           | Madrid-Chamartín      | Segòvia-Guiomar · Valladolid-Campo Grande · Burgos Rosa de Lima · Miranda de Ebro | Diari excepte vigílies de festiu                                             |
| Alvia serie 120         | 21:50           | Barcelona-Sants       | Camp de Tarragona · Lleida Pirineus · Zaragoza-Delicias · Logroño · Miranda de Ebro | Diari                                                                        |

## Galeria

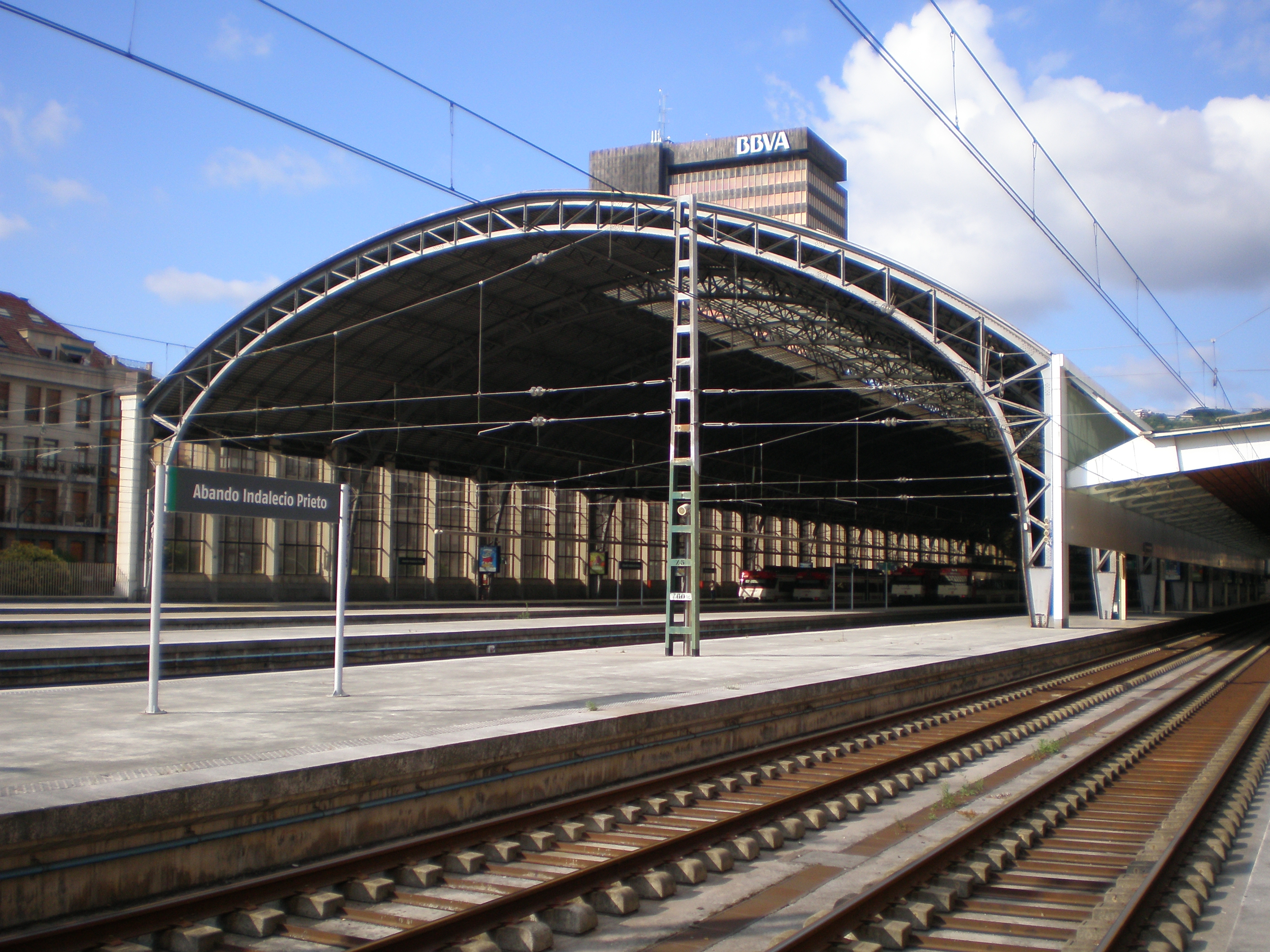
Vista de les andanes i la coberta de l'estació
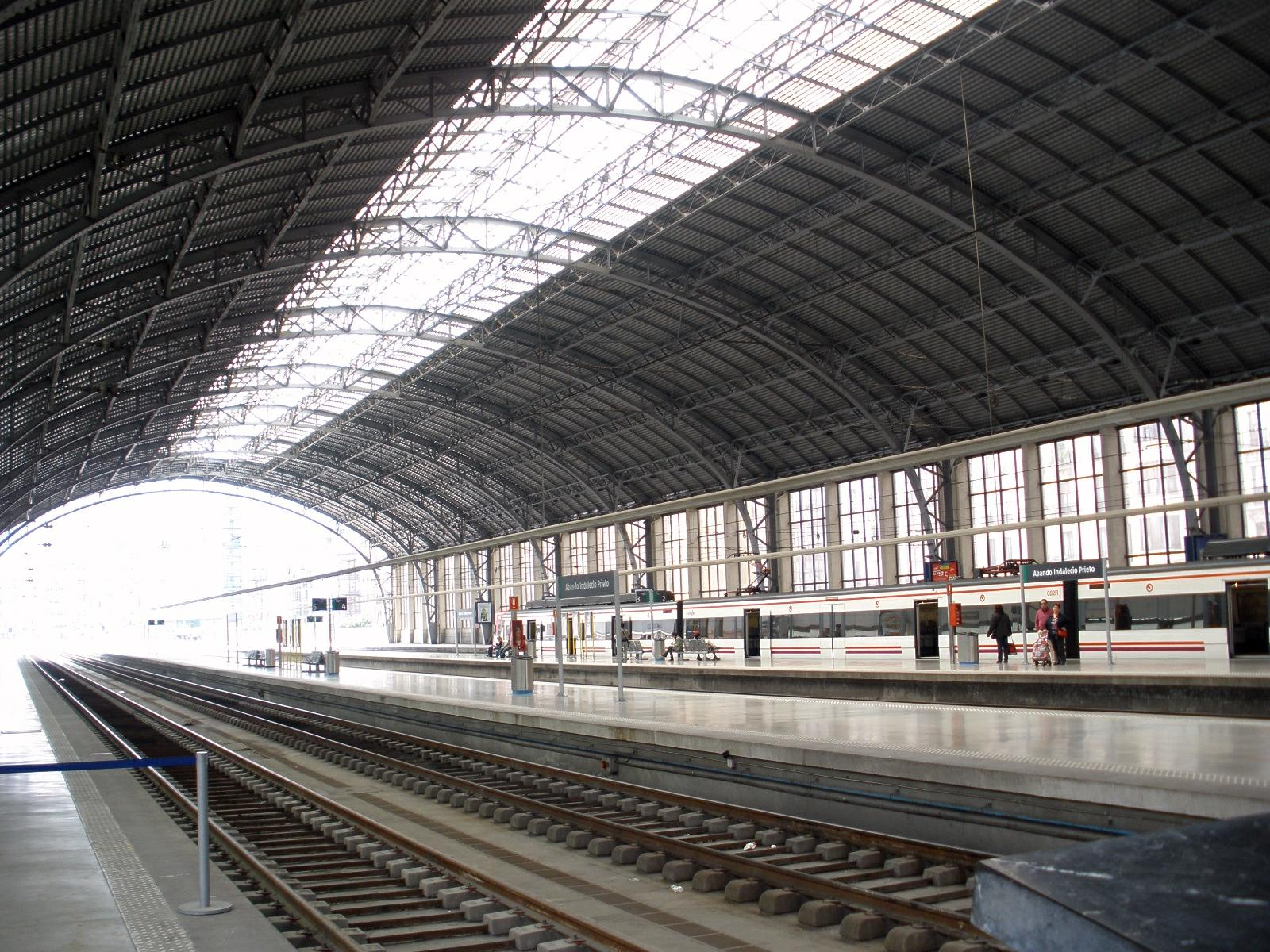
Estació d'Abando Indalecio Prieto
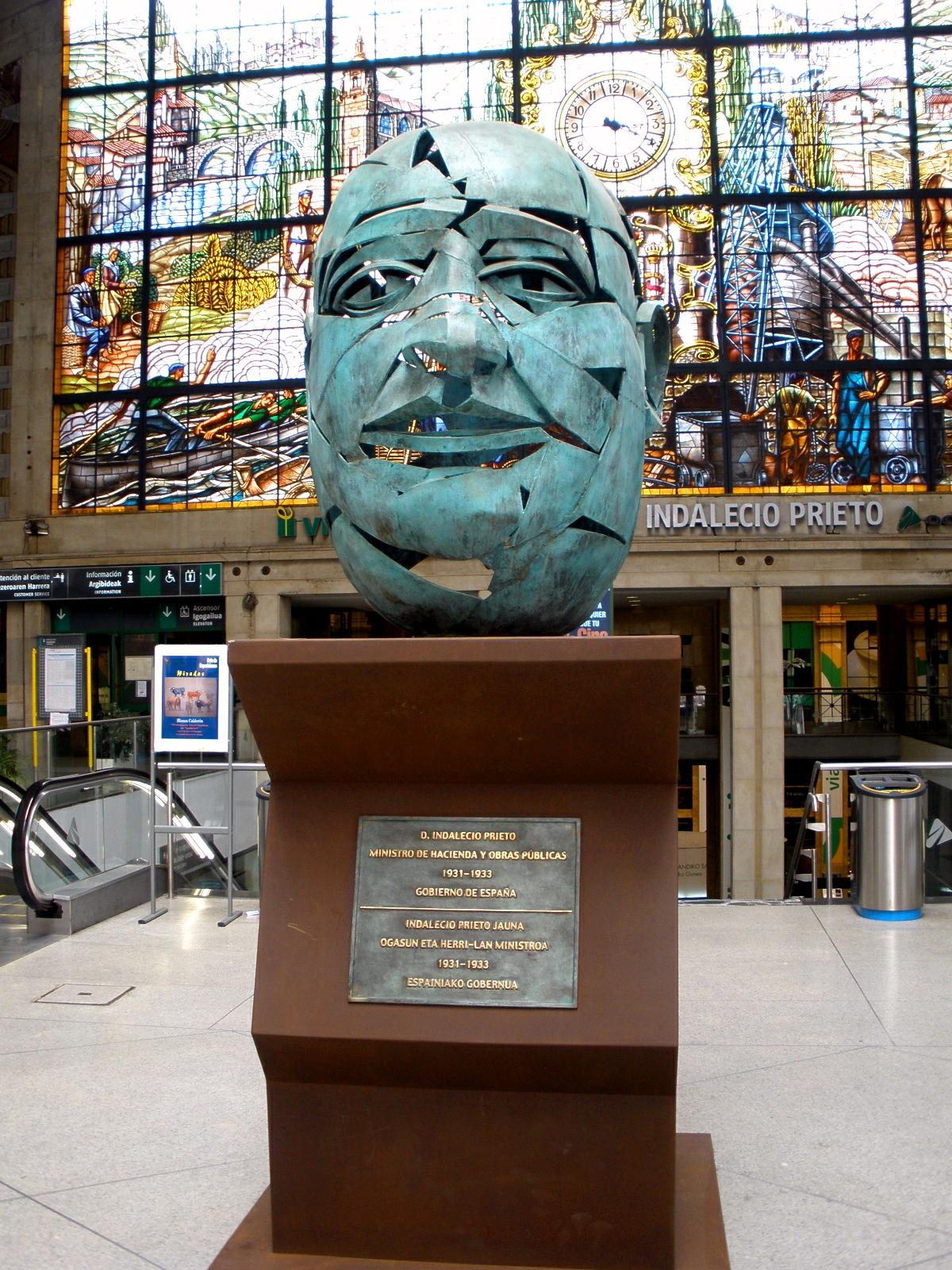
Monument a Indalecio Prieto
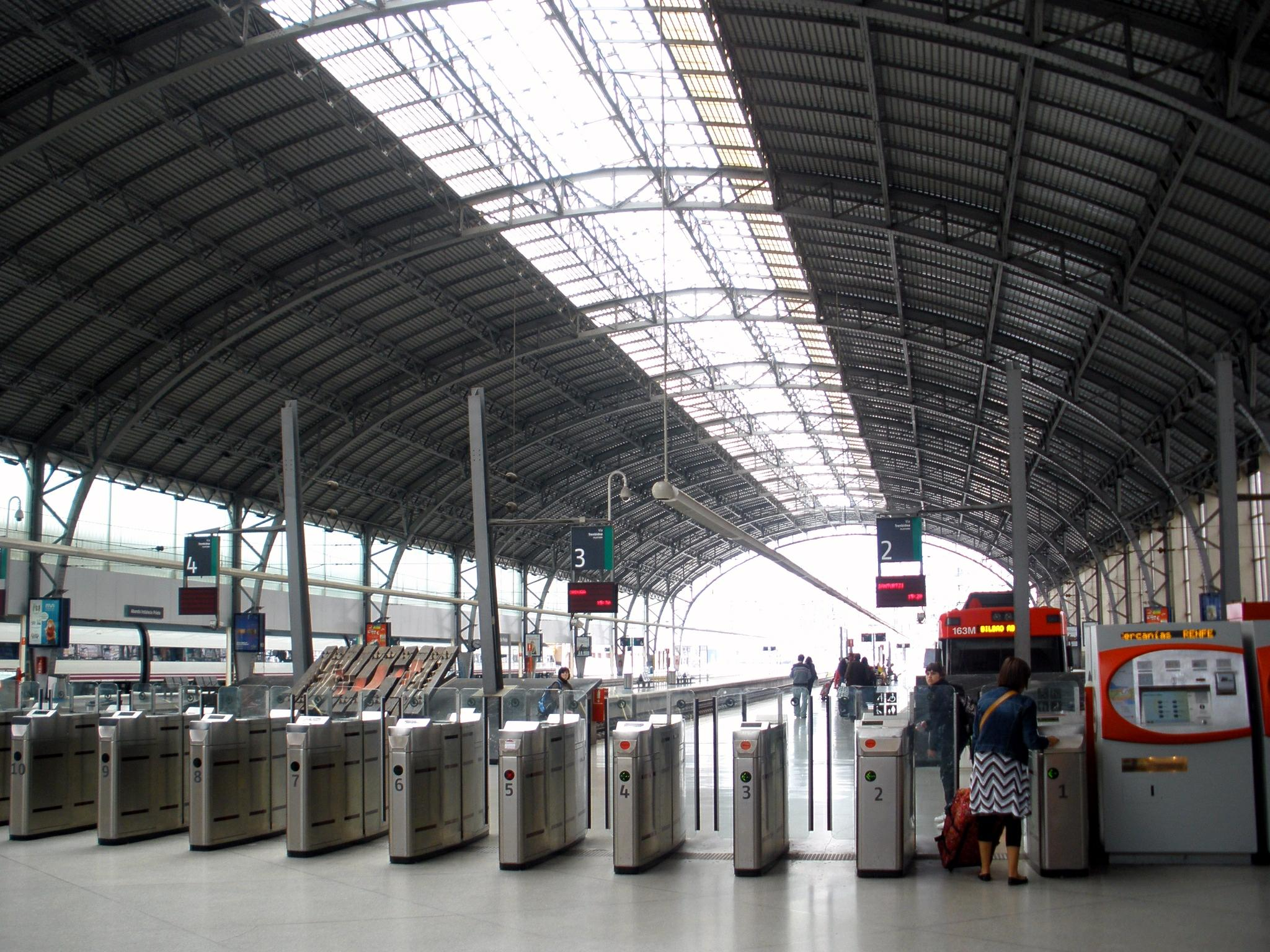
Accés a les andanes de rodalies
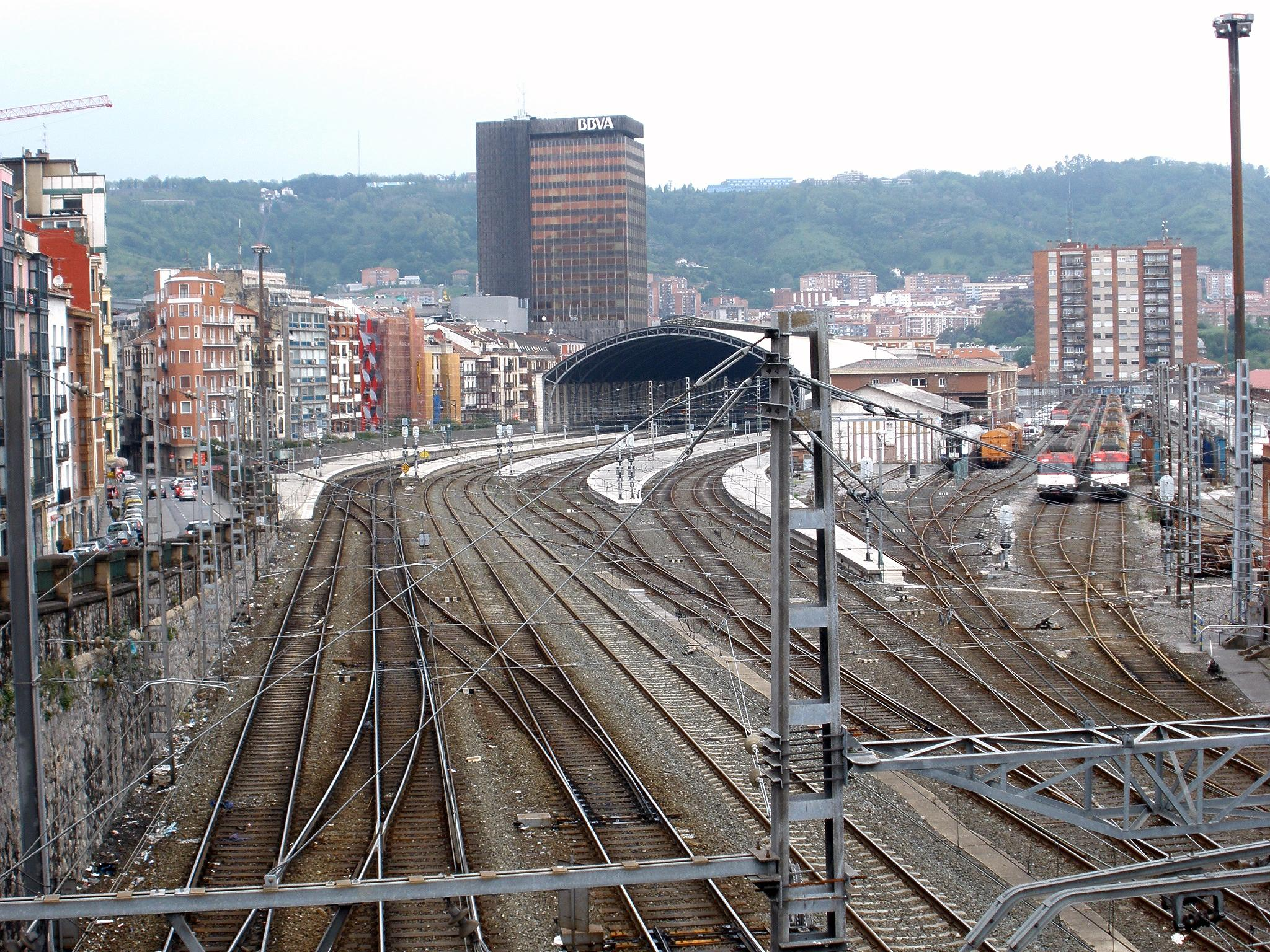
Panoràmica des del carrer San Francisco
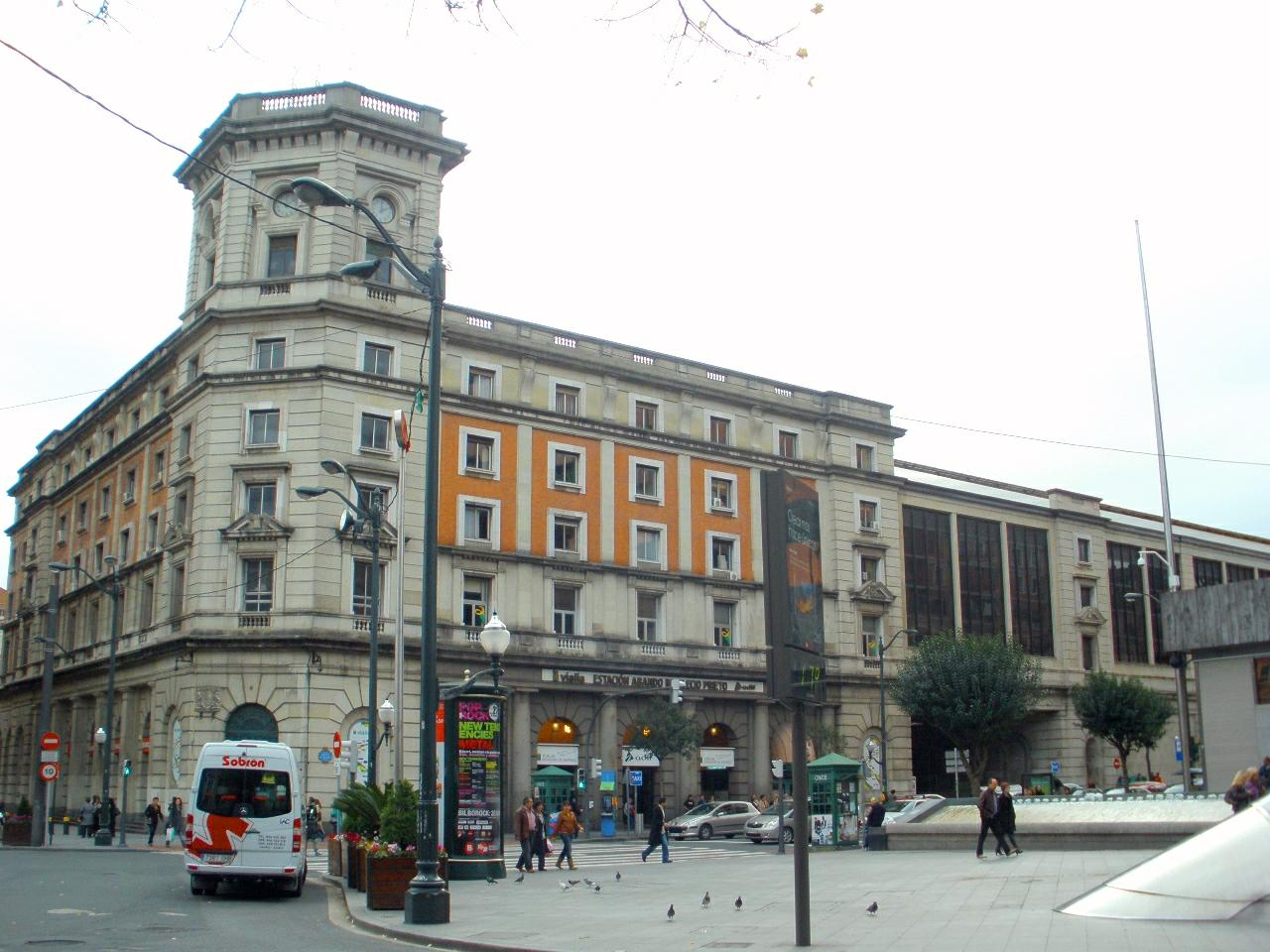
Façana exterior
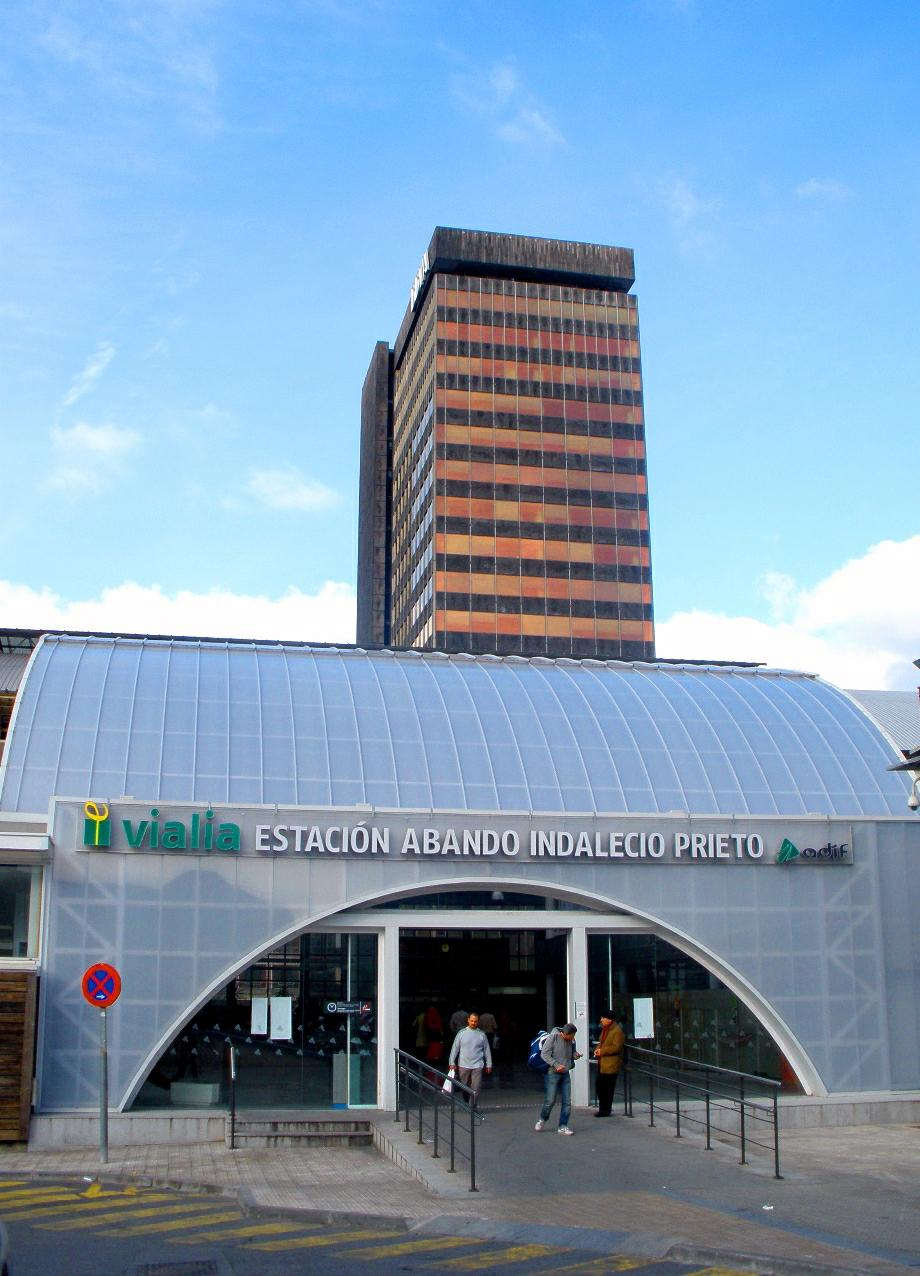
Porta d'accés
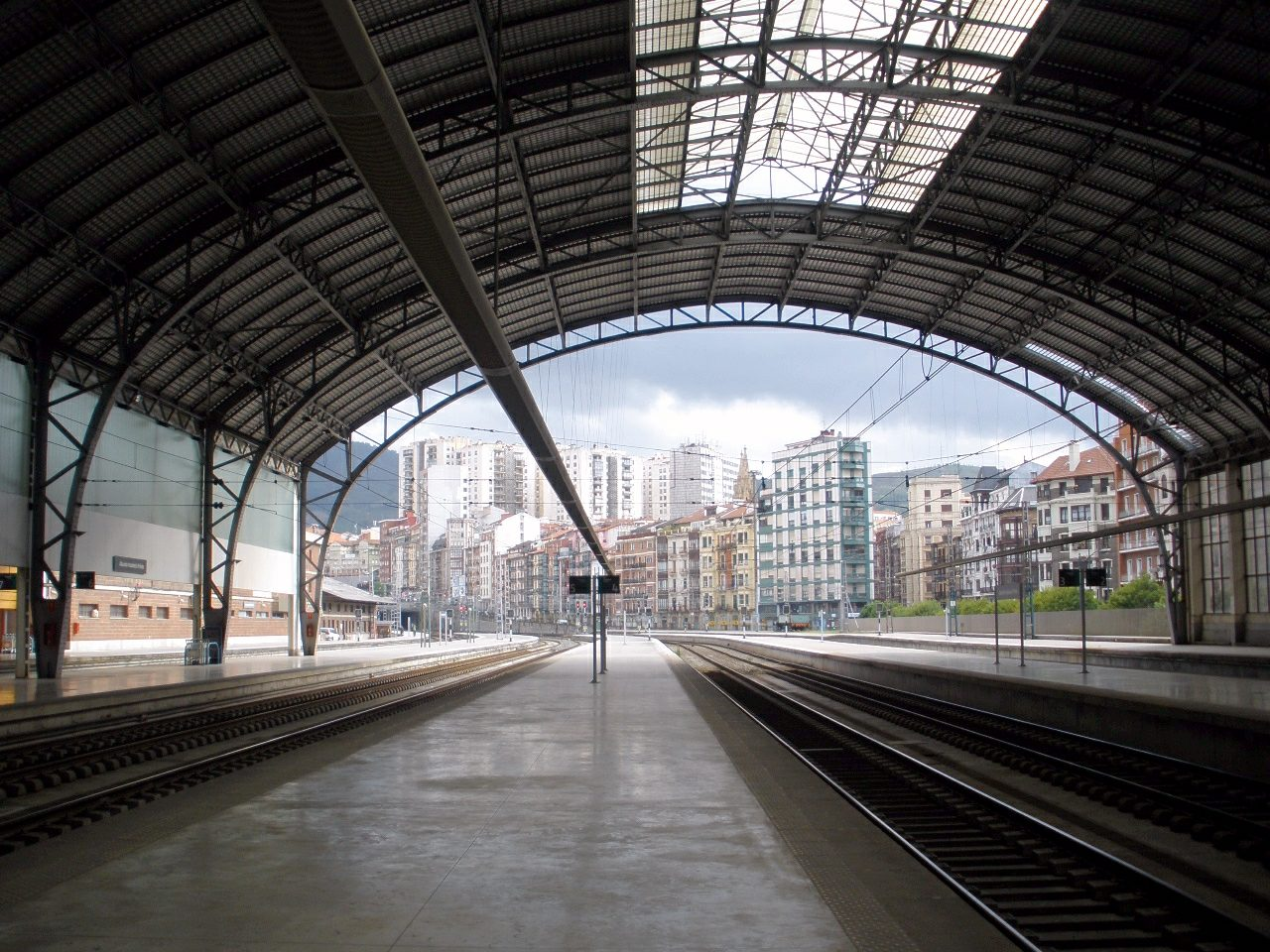
Vista des de l'interior de l'estació